# 블라디미르 네브조로프
블라디미르 미하일로비치 네브조로프(러시아어: Влади́мир Миха́йлович Невзо́ров, 1952년 10월 5일~)는 소련의 유도 선수이다. 1976년 하계 올림픽 하프미들급에서 금메달을 획득했으며, 세계 유도 선수권 대회 우승 1회(1975), 유럽 유도 선수권 대회 2회 우승(1975, 1977)을 달성했다.